# Conceição da Barra de Minas
Conceição da Barra de Minas é um município brasileiro do estado de Minas Gerais. Sua população recenseada em 2010 pelo IBGE foi de 3.961 habitantes.

## Geografia
Conforme a classificação geográfica mais moderna (2017) do IBGE, Conceição da Barra de Minas é um município da Região Geográfica Imediata de São João del-Rei, na Região Geográfica Intermediária de Barbacena.

### Circunscrição eclesiástica
A paróquia de Nossa Senhora da Conceição pertence à Diocese de São João del-Rei.

## História
A região onde hoje localiza o município foi desbravada pelo bandeirante Fernão Dias Paes, que à cata de esmeraldas, chegou até o lugar denominado Boa Vista. Lá se fixou, dando início aos trabalhos da pecuária e do amanho da terra, formando assim um pequeno núcleo populacional. Esta população, em meados de 1725, deu início os trabalhos de construção da capela de Nossa Senhora da Conceição, em torno da qual surgiram as primeiras casas do atual município.
Conceição da Barra de Minas, antigo distrito subordinado ao município de São João Del Rei, foi elevado à categoria de município com a denominação de Cassiterita pela lei estadual nº 2764 30 de dezembro de 1962, sendo renomeado para Conceição da Barra em 1989.

## Infraestrutura
O município possui cobertura da operadora de telefonia móvel Claro e Vivo.[carece de fontes?]